# Ute Wedemeier
Ute Wedemeier, geborene Flämig (* 10. April 1948 in Kleinwörden bei Hemmoor) ist eine deutsche Sozialpolitikerin (SPD).

## Biografie
Ute Flämig absolvierte die Verwaltungsschule Bremen und war von 1971 bis 1987 bei der Universität Bremen beschäftigt. Sie ist seit 1984 mit Klaus Wedemeier, von 1985 bis 1995 Bremer Bürgermeister und Präsident des Senats der Freien Hansestadt Bremen, verheiratet.
Im Jahr 1970 wurde Ute Wedemeier sie Mitglied der SPD und der Jungsozialisten. Sie war in den 1970er Jahren bis 1987 Vorsitzende des SPD-Ortsvereins Habenhausen sowie in verschiedenen Funktionen in der SPD tätig.
Arbeiterwohlfahrt
Wedemeier ist mit der Arbeiterwohlfahrt (AWO) seit vielen Jahren verbunden.

Sie war von 1993 bis 2016 Landesvorsitzende der AWO in Bremen und von 2000 bis 2008 Mitglied im Bundesvorstand und von 2008 bis 2012 Mitglied im Präsidium des AWO Bundesverbandes. Sie ist zudem stellvertretendes Vorstandsmitglied bei der AWO International. Sie hat sich dabei für die Entwicklungszusammenarbeit und Humanitäre Hilfe eingesetzt und viele Impulse gegeben und Veranstaltungen erfolgreich durchgeführt.
Sie war Mitglied des Kuratoriums des Müttergenesungswerkes und setzt sich für die Gesundheit von Familien ein.
Rigahilfe
Wedemeier war Mitgründerin und Schirmherrin der um 1990 gegründeten Kinderhilfe Riga; Riga ist seit 1985 Partnerstadt von Bremen. Die Organisation unterstützte mit Spenden aus der bremischen Wirtschaft und von Bremer Bürgern Riga im sozialen Bereich bei Projekten, wie beim Aufbau eines Kinderkrankenhauses und von Kinderheimen. Nach 2000 hat die AWO diese Hilfsaktionen begleitet.
Ehrungen
- Die Marie-Juchacz-Plakette der Arbeiterwohlfahrt, 2012
- Das Offizierskreuz des Verdienstordens der Republik Polen wurde ihr für den Einsatz bei der humanitären Danzighilfe verliehen.
- Das Bundesverdienstkreuz am Bande, 2020